# Pilger (Nebraska)
Pilger es una villa ubicada en el condado de Stanton, Nebraska, Estados Unidos. Tiene una población estimada, a mediados de 2021, de 245 habitantes.

## Geografía
La localidad está ubicada en las coordenadas 42°0′27″N 97°3′18″O / 42.00750, -97.05500. Según la Oficina del Censo de los Estados Unidos, tiene una superficie total de 0.76 km², correspondientes en su totalidad a tierra firme.

## Demografía
Según el censo de 2020, en ese momento había 240 personas residiendo en la localidad. La densidad de población era de 315.79 hab./km². El 82.92% de los habitantes eran blancos, el 0.42% era asiático, el 8.33% eran de otras razas y el 8.33% eran de una mezcla de razas. Del total de la población, el 14.58% eran hispanos o latinos de cualquier raza.